# Mariola Abrahamczyk
Mariola Teresa Abrahamczyk z d. Fronckowiak (ur. 3 października 1958 w Poznaniu) – polska wioślarka, olimpijka z Moskwy (1980), trenerka. Córka Kazimierza i Teresy (z d. Sierżant).

## Życiorys
W latach 1973–1981 należała do klubu sportowego SKS „Start-Posnania”. Jej trenerem, a później mężem był Przemysław Abrahamczyk.
W 1978 r. ukończyła Liceum Medyczne w Poznaniu. Po zakończeniu kariery sportowej została trenerką w klubie KS Posnania.

## Osiągnięcia sportowe
- 1976 – uczestniczka Regat Przyjaźni w Rumunii;
- 1980 – 5. miejsce (z czasem 3:20:95) podczas Igrzysk Olimpijskich w Moskwie, w osadzie razem z Marią Dzieża-Trzynową (sterniczką), Aleksandrą Kaczyńską-Błoch, Marią Kobylińską-Rogaczewską, B. Tomasiak;
- 1981 – 7. miejsce podczas Mistrzostw Świata w Monachium (w osadzie z Zytą Jarka, Aleksandrą Kaczyńską-Błoch, Marią Kobylińską-Rogaczewską, Marią Dzieża-Trzynową – sterniczka);
- 10 razy zdobyła mistrzostwo Polski, m.in. w:
  - czwórkach podwójnych;
  - dwójkach podwójnych;
  - ósemkach.

Mariola Abrahamczyk brała również udział w zawodach międzynarodowych w reprezentacyjnej czwórce podwójnej ze sterniczką. Osady w takiej formie po raz ostatni występowały na Igrzyskach Olimpijskich w Moskwie. Następnie zlikwidowano pozycję sterniczki.